# Gaetano Bresci
Gaetano Bresci (10 de noviembre de 1869 - 22 de mayo de 1901) fue un anarquista nacido en Italia que asesinó al rey de Italia Humberto I de Saboya. Bresci fue el primero en matar a un monarca europeo (sin derrocarse el gobierno) que no terminó siendo ejecutado.

## Militancia
Bresci nació en Coiano, cerca de Prato, Toscana, y emigró a los Estados Unidos, residiendo en Paterson, Nueva Jersey, donde existía una gran comunidad italoestadounidense. Fue uno de los fundadores de La Questione Sociale, un periódico anarquista publicado en idioma italiano editado en Paterson. Según Emma Goldman:

Era un hábil tejedor, considerado por sus empleadores como un serio y aplicado trabajador, aunque le pagaban tan solo 15 dólares por semana. Tenía un hijo y una esposa que mantener; se las arreglaba para hacer sus contribuciones económicas semanales al periódico. Había ahorrado 150 dólares que se los había prestado al grupo en un momento crítico de La Questione Sociale. Sus noches y domingos libres acostumbraba a colaborar con el trabajo en la redacción del periódico y con la propaganda. Era muy querido y respetado por su dedicación a todos los miembros del grupo.

En 1898 las alzas en el precio del pan generaron manifestaciones en toda Italia. En Milán, una multitud desarmada de manifestantes marchó hacia el palacio y fue masacrada por las tropas del ejército comandadas por el General Fiorenzo Bava Beccaris. Hubo cerca de noventa muertos, entre ellos la hermana de Bresci.

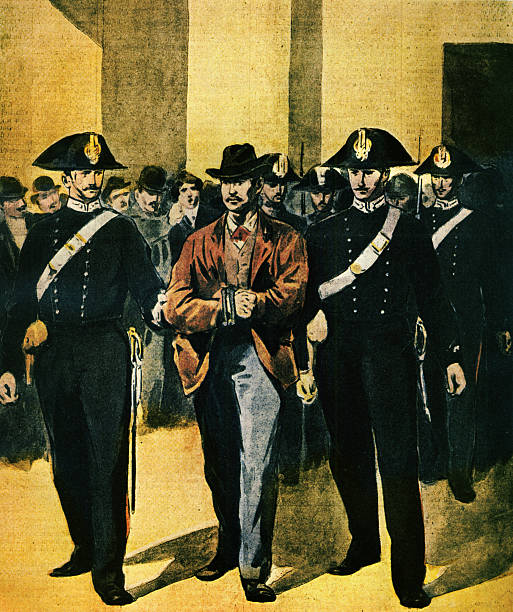
Gaetano Bresci durante su juicio.

## El atentado
El rey Humberto I de Italia condecoró al general Fiorenzo Bava Beccaris, agradeciéndole por su "valiente defensa de la casa real"; esto determinó a Bresci a ejecutar al rey. Solicitó a sus compañeros que le devolviesen un préstamo (sin decirles para qué lo necesitaba), y Bresci utilizó el dinero para viajar a Italia. En Monza, donde el rey estaba de visita, lo mató de cuatro balazos el 29 de julio de 1900.
Bresci fue capturado y enjuiciado siendo defendido por Francesco Saverio Merlino. Dado que en Italia se había abolido la pena de muerte, fue sentenciado en Milán el 29 de agosto de 1900 a prisión perpetua en la isla de Santo Stefano en Ventotene, donde ya purgaban condena numerosos anarquistas. Casi un año después fue encontrado sin vida en su celda, colgando de una soga improvisada con una toalla, aunque su muerte permanece dudosa, puesto que no se sabe si fue un suicidio o asesinado por los carceleros.

## Referencias

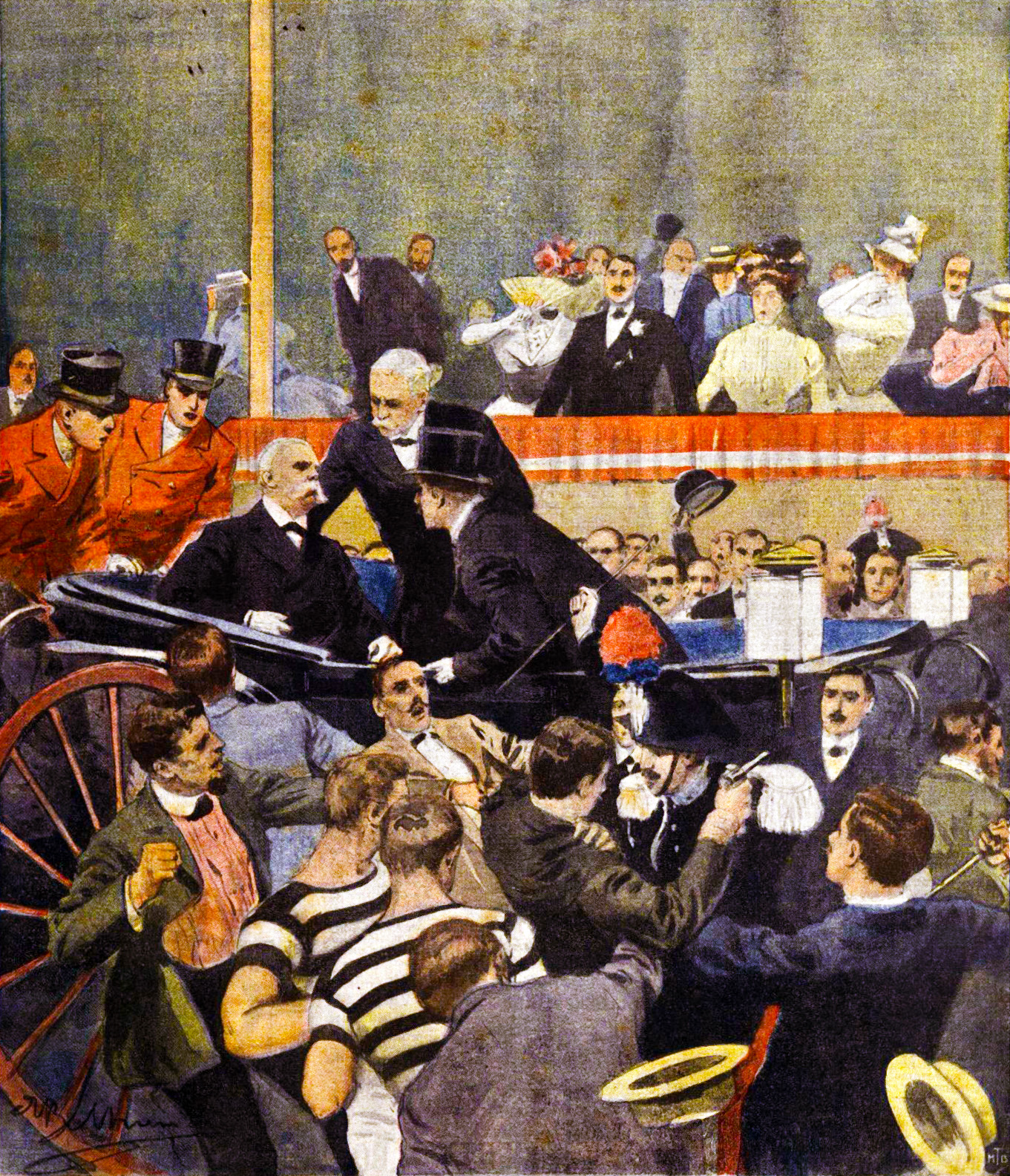
Dibujo de la época del atentado de Gaetano Bresci contra Umberto I de Italia.